# Gary O'Donovan
Gary O'Donovan (født 30. december 1992 i Cork, Irland) er en irsk roer, bror til Paul O'Donovan.
O'Donovan vandt sølv i letvægtsdobbeltsculler ved OL 2016 i Rio de Janeiro sammen med sin bror Paul O'Donovan, kun besejret af franskmændene Pierre Houin og Jérémie Azou. Medaljen var historisk, idet det var Irlands første OL-medalje nogensinde i roning. 
O'Donovan-brødrene vandt desuden VM-guld i letvægtsdobbeltsculler i 2018 og EM-guld i samme disciplin i 2016.

## OL-medaljer
- 2016:  Sølv i letvægtsdobbeltsculler